# 切り込み
切り込み（きりこみ）とは、生魚を包丁で切り刻んで発酵させた北海道・東北地方に伝わる郷土料理。地域によって呼び名や料理そのものが異なる場合がある。

## 概要
生の鰊や鮭を細切りにし、塩と米麹で漬け込み熟成させたもの。製法は塩辛に近い。鷹の爪（乾燥唐辛子）を加える場合もある。名称の由来は、生魚を包丁で切り刻むことに由来する。
使用する魚は、北海道では鰊を使うものの方が一般的である。北海道日高沿岸では、サメガレイ（Clidoderma asperrimum (Temminck and Schlegel, 1846)）などカレイを原料にした切り込みが直販店などで売られている。
昔の切り込みは、内臓を取った鰊を丸のまま刻むため骨付きが多かったが、現在は大きな骨は取り除かれた後に作られるため食べやすくなっている。

## 異なる呼び名・用法
- 東北地方の一部地域では、年配者を中心に「キリゴミ」と呼ぶことがある。
- 東北・北海道の一部地域では鰊にこだわらず塩辛全般を「切り込み」と呼んでいるところがある。